# Jasmine Byrne

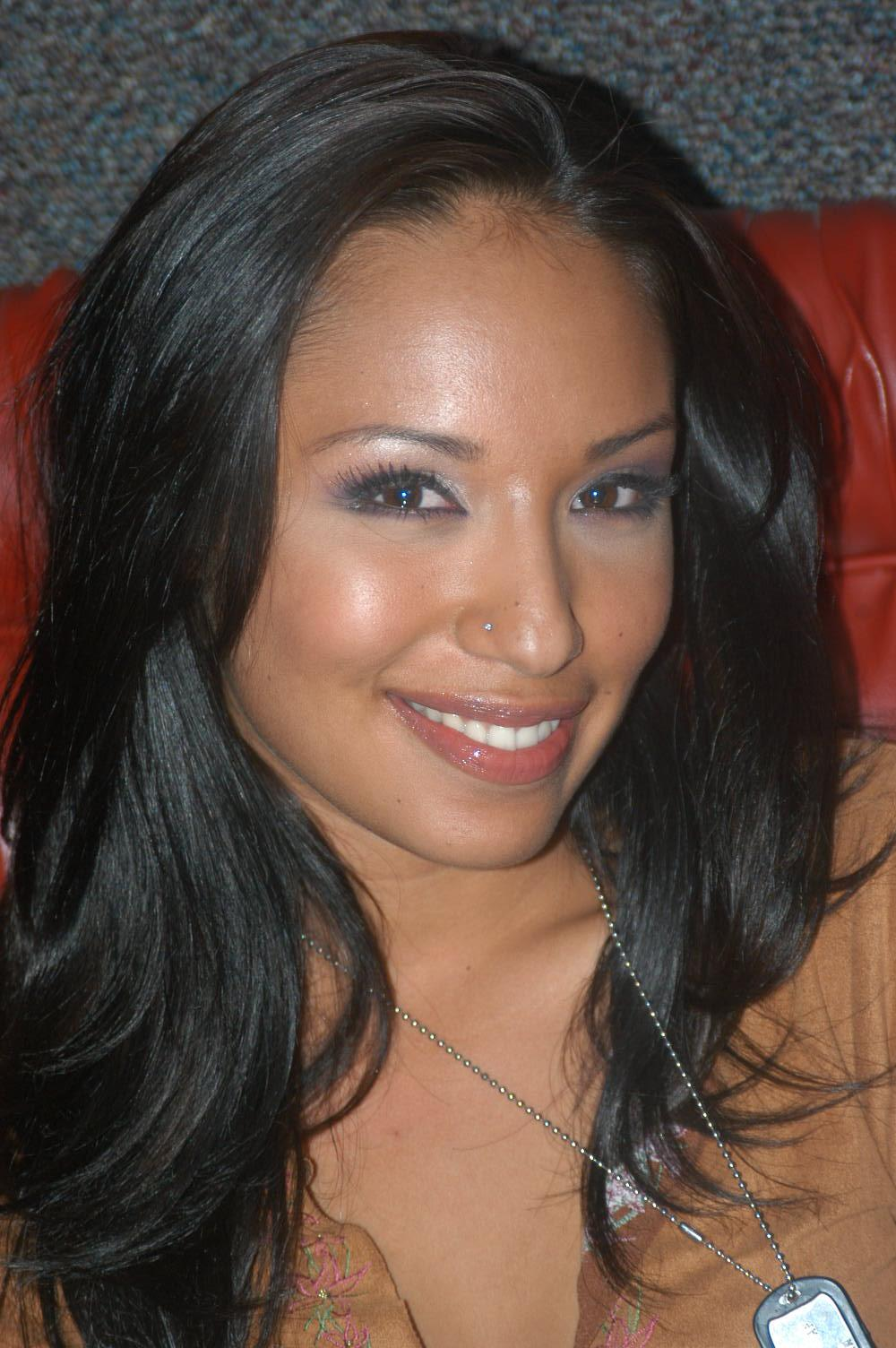
Jasmine Byrne, 2005

Jasmine Byrne (* 23. Januar 1985 als Mary Beth Sanchez in Riverside, Kalifornien) ist eine US-amerikanische Pornodarstellerin und Model.

## Leben
Jasmine Byrne, die mexikanische Vorfahren hat, war zwischen 2004 und 2012 als Pornodarstellerin aktiv. In dieser Zeit spielte sie in rund 350 Filmen mit. Sie hat u. a. für Hustler, Evil Angel und Digital Playground gedreht und dabei in Filmen und Filmserien wie Not The Bradys XXX, Big Wet Asses und Jack’s Playground 31 mitgewirkt. In der mehrfach ausgezeichneten Parodie Not The Bradys XXX spielte sie eine der Töchter.
Weitere Aliasnamen von ihr sind Jazmine, Jasmyn Lopez, Jasmine, Jasmin Lopez und Esmeralda.
Byrne war bisher zehnmal für den AVN Award nominiert, u. a. als Female Performer of the Year. 2006 wurde sie für den XRCO-Award nominiert.

## Filmografie (Auswahl)
- 2004: Jailbait 1
- 2004: POV Pervert 4
- 2005: Suck It Dry 1
- 2005: Big Mouthfuls 7
- 2005: Strap Attack 3
- 2005: Slut Puppies 1
- 2005: Jack’s Playground 31
- 2005: Jack’s Teen America 4, 13
- 2005–2006: Service Animals 21, 22
- 2006: Evil Anal 1
- 2006: Britney Rears 3
- 2007: Big Wet Asses 12
- 2007: Not The Bradys XXX
- 2007: Flesh Hunter 10

## Auszeichnungen und Nominierungen
- 2006: XRCO-Award – Kategorie Orgasmic Oralist
- 2006: AVN-Award-Nominierung – Best Three-Way Sex Scene – Innocence: Wild Child
- 2006: AVN-Award-Nominierung – Best Tease Performance – Bet Your Ass 3
- 2006: AVN-Award-Nominierung – Best New Starlet
- 2006: AVN-Award-Nominierung – Best Group Sex Scene – Video – Jail Bait
- 2006: AVN-Award-Nominierung – Best Group Sex Scene – Video – Angels of Debauchery 4
- 2007: AVN-Award-Nominierung – Female Performer of the Year
- 2007: AVN-Award-Nominierung – Best Tease Performance – Jack’s Playground
- 2007: AVN-Award-Nominierung – Best Group Sex Scene – Video – Gangbanger’s Ball
- 2009: AVN-Award-Nominierung – Best Group Sex Scene – Flesh Hunter 10
- 2009: AVN-Award-Nominierung – Best All-Girl Group Sex Scene[4]